# Barbe Gendre
 (juin 2025).
Varvara Nikolayevna Nikitina (en russe Варвара Николаевна Жандр), dite Barbe Gendre, née le 15 décembre 1842 à Kronstadt (Russie) et morte le 18 décembre 1884 à Paris, est une journaliste et écrivaine socialiste russe. 

## Biographie

### Famille et éducation
Né en 1842, Barbe Gendre appartient à une famille ayant dû quitter la France pour la Russie à la suite de la révocation de l'édit de Nantes en 1685. Celle-ci s'installe successivement à Saint-Pétersbourg puis à Kiev où elle s'établie. Le père de Barbe Gendre, Nikolay Zhandr, est un lettré et un poète qui dans le même temps dirigeait une fabrique de porcelaine sous contrôle de l'état tsariste, (il est aussi présenté comme officier supérieur de l'armée russe).
Ayant reçue une éducation bourgeoise et après la mort de sa mère, Barbe Gendre est envoyée par un de ses amis à l'Institut des jeunes filles de Kiev où elle passe trois ans. Là-bas, elle reçoit une bonne éducation et apprends à lire et écrire le français tout en lisant en cachette des livres révolutionnaires prohibés comme les Mémoires de l'anarchiste Italien Felice Orsini, les écrits du socialiste-populiste Alexandre Herzen ou encore des livres athées l'éloignant de la culture religieuse de sa famille (sauf sa mère). Après être retournée dans sa maison familiale, elle rencontre, en 1860, un lieutenant-colonel de la garde impériale russe. Veuf, millionnaire et père de deux filles, il épouse, en 1862, Barbe Gendre qui, après leur mariage, devient Mme Nikitine. Charles Longuet écrit à son propos que « pendant six ans, elle mène aux côtés de son mari l'existence qui devait lui être la plus odieuse. Du luxe, du faste, des millions jetés au vent, de la toilette, enfin le tourbillon de la grande vie, jamais le loisir du repos, de la méditation, de l'étude ». Pour des raisons de santé, elle quitte la Russie et s'établie à Palerme (Italie). Deux ans plus tard, son mari vient l'y retrouver mais dégoûtée par son mode de vie décide d'acter leur séparation.

### Journaliste et écrivaine socialiste
Barbe Gendre entreprend de nombreux voyages en Suisse puis de nouveau en Italie avant de venir définitivement se fixer à Paris en 1878. Sans le sou, elle vit dans un état de pauvreté durant deux ans avant de se faire remarquer par un de ses amis. Devenue journaliste, elle rédige ses articles dans la Revue politique de Émile Acollas, la Revue internationale des sciences, La Justice, La Nouvelle Revue, etc. ayants pour objets la question du socialisme scientifique et du marxisme. Elle fréquente la proscription parisienne de révolutionnaires russo-polonais dirigée par Piotr Lavrov avec qui elle se lie d'amitié. Début 1883, elle projette d'établir une traduction française du Manifeste du parti communiste de Karl Marx et demande par l'intermédiaire de Paul Lafargue une introduction de Friedrich Engels. Pour des raisons inconnues, elle abandonne ce projet. 
En 1884, elle meurt d'une pneumonie et de nombreux socialistes comme Benoît Malon, Victor Jaclard, Élie Reclus, etc. sont présents à ses funérailles. 

## Publication
- Études sociales, philosophiques et morales, Nouvelle revue, Paris, 1886

## Sources
- Pierre Larousse, Grand dictionnaire universel du XIXe siècle : français, historique, géographique, mythologique, bibliographique…. T. 17 Suppl. 2, Administration du grand Dictionnaire universel, Paris, 1866-1890